# Tryphon amasidis
Tryphon amasidis är en stekelart som beskrevs av Cockerell och Leveque 1931. Tryphon amasidis ingår i släktet Tryphon och familjen brokparasitsteklar. Inga underarter finns listade i Catalogue of Life.